# Kapałkowy Kopiniak
Kapałkowy Kopiniak (słow. Goralský hrb) – turnia w górnej części Kapałkowej Grani w słowackiej części Tatr Wysokich. Od położonego na południowym wschodzie w grani głównej Lodowego Zwornika oddziela ją Wyżnia Kapałkowa Ławka, natomiast od Wielkiej Kapałkowej Turni oddzielona jest siodłem Suchej Ławki. Kapałkowy Kopiniak ma charakter skalistej czuby.
Południowo-zachodnie stoki opadają z Kapałkowego Kopiniaka i sąsiednich obiektów do Doliny Suchej Jaworowej, północno-wschodnie – do Doliny Śnieżnej.
Na wierzchołek nie prowadzą żadne znakowane szlaki turystyczne. Najdogodniejsze drogi dla taterników prowadzą z obu stron Kapałkowej Grani. Trudniejsze drogi wiodą południową grzędą i urwistą północną ścianą.
Pierwsze wejścia:
- letnie – Gyula Komarnicki i Roman Komarnicki, 30 lipca 1909 r.,
- zimowe – Čestmír Harníček, Arno Puškáš, Karel Skřipský i Jozef Velička, 26 marca 1953 r.[1]